# Gimme Danger
Gimme Danger is een Amerikaanse documentairefilm van Jim Jarmusch. De film ging in première tijdens het Cannes Film Festival in 2016 en werd uitgebracht op 28 oktober 2016. De film werd op 23 maart 2017 gelijktijdig uitgezonden door Canvas en in Het uur van de wolf van de NTR.

## Inhoud
De film vertelt de geschiedenis van The Stooges door middel van interviews met Iggy Pop en andere betrokkenen, filmfragmenten, fragmenten van concertregistraties en animaties.